# Хотецкая, Дорота
Дорота Хотецкая (пол. Dorota Chotecka) —  польская актриса театра, кино и телевидения.

## Биография
Дорота Хотецкая родилась 15 марта 1966 года в Радоме. Актёрское образование получила в Киношколе в Лодзи, которую окончила в 1993 году. Дебютировала в театре в Лодзи в 1991 году. Выступает в спектаклях «театра телевидения» с 1994 г. 

## Избранная фильмография
- 1995 — Ничего смешного / Nic śmiesznego — Стефа, стоматолог
- 1995 — Скандал из-за Баси / Awantura o Basię — актриса
- 1997 — Счастливого Нью-Йорка / Szczęśliwego Nowego Jorku — жена Асбеста
- 1998 — Проститутки / Prostytutki — Таня
- 2002 — День психа / Dzień świra — владелица собаки в поезде
- 2006 — Каждый из нас — Христос / Wszyscy jesteśmy Chrystusami — учительница
- 2006 — Статисты / Statyści — Эля
- 2008 — Разговоры по ночам / Rozmowy nocą — Моника